# Associació estel·lar d'AB Doradus
L'associació estel·lar d'AB Doradus és un grup d'uns 30 estels que es mouen a través d'espai al costat de l'estel AB Doradus. Les associacions estel·lars es caracteritzen perquè els seus membres tenen edat, composició (o metal·licitat) i moviment gairebé iguals a través de l'espai. Per tant, probablement tenen un origen comú.
Localitzada a aproximadament 20 parsecs de distància de la Terra, és l'associació estel·lar coneguda més propera. La seva edat estimada és de 50 ó 119 milions d'anys. La velocitat mitjana d'aquest grup a través de l'espai té components d'U = −8, V = −27 i W = −14 km/s. Deu d'aquests estels formen un nucli central que ocupa un volum aproximat de 10 parsecs de diàmetre.

## Membres del grup
Gran part dels membres de l'associació estel·lar d'AB Doradus poden veure's des de l'hemisferi nord, i els més prominents són (magnitud aparent per sobre de 7):
- GJ 159
- HR 2468
- HD 45270
- AB Doradus
- HD 17332
- PW Andromedae